# Miranda (Arcos de Valdevez)
Miranda es una freguesia portuguesa del concelho de Arcos de Valdevez, con 9,94 km² de superficie y 435 habitantes (2001). Su densidad de población es de 43,8 hab/km².